# Carlino (razza canina)

Esempio di Carlino femmina

Il carlino è una razza canina molossoide originaria della Cina riconosciuta dalla Federazione Cinofila Internazionale (Standard N. 253, Gruppo 9, Sezione 11).
È un'antica razza canina che è stata raffigurata in numerosi dipinti e sculture cinesi sin dal 400 a.C. Si è poi diffusa nel Seicento in Europa occidentale, in particolare nei Paesi Bassi e in Gran Bretagna, grazie al successo ottenuto nella Casa d'Orange e nel Casato degli Stuart. Il carlino ha tratti fisici peculiari che lo rendono unico nel suo genere e differente da tutti gli altri cani. Sin dalla sua origine è considerato un cane da compagnia.

## Origine
Secondo la maggioranza degli storici e la Società zoologica di Londra, la razza ha origine nell'Asia orientale: antichi documenti, provenienti dalla Cina, identificano il carlino come «cane a muso e zampe corte», particolarmente popolare nella corte imperiale durante la Dinastia Song. Questa specie canina inizia a diffondersi nell'Impero mongolo; i cavalieri di Gengis Khan lo portano nell'Europa orientale intorno al Cinquecento. Nel 1553 la flotta turca giunge a Tolone con questi piccoli cani come «doni ambiti e preziosi».
Successivamente la razza si espande nei Paesi Bassi dove diviene una «mascotte» per via del suo pelo color arancione (che è colore nazionale della Casa d'Orange) e, infine, anche nel resto dell'Europa occidentale. In poco tempo, il carlino diventa quasi un simbolo per i borghesi nonché un privilegio per le donne nobili nell'epoca rococò.
Nei secoli successivi il carlino continua ad ottenere successo da parte della nobiltà inglese, tanto da raggiungere il massimo della popolarità nell'Età vittoriana. L'American Kennel Club, registro dei cani di razza con pedigree degli Stati Uniti, dal 1885 riconosce la razza nel "quinto gruppo", quello dei «cani toy» (letteralmente «cani giocattolo») caratterizzati da piccole dimensioni.

### Etimologia
L'origine del nome della razza è sconosciuto e dà quindi adito a varie interpretazioni: in Inghilterra, ad esempio, il carlino è conosciuto come Pug che potrebbe derivare dalla parola latina pugnus, che significa «pugno chiuso» (con chiaro riferimento all'aspetto del muso tipico della specie). Secondo altri studiosi, il termine Pug deriverebbe dalla parola «folletto» o semplicemente dall'espressione «piccolo cane».
Mops, MopsHond, MopsHund e Mopsi è il nome con cui è conosciuta la razza rispettivamente in Svezia, nei Paesi Bassi, in Germania e in Finlandia: la radice comune a tutti e quattro i casi ("mops") deriva dalla parola in lingua olandese moppen, che significa «aspetto arcigno», e da quella inglese e tedesca mops, che significa «annoiarsi» e «brontolone».
È certa, invece, l'origine del nome in Francia (Carlin) ed in Italia (Carlino): la razza deve il proprio nome all'attore Carlo Bertinazzi per via della sua interpretazione di Arlecchino al Théâtre de la comédie italienne, con indosso una maschera nera ritraente tratti simili al muso del cane.
In Cina, suo luogo d'origine, il cane è conosciuto col nome di Ba Ge Quan (巴哥犬). In Giappone è chiamato Chin, in quanto il nome della razza non rientra nel termine generale inu ( «cane» in giapponese).

## Morfologia
Il carlino è un cane da compagnia molossoide di piccola taglia brachicefalo, ovvero col muso schiacciato. In generale, questa razza presenta un aspetto piuttosto robusto e compatto ed è solita muoversi con le gambe parallele ed un passo dondolante. Il mantello è corto, liscio, morbido e lucente. In particolare, queste due ultime caratteristiche si ravvisano negli esemplari la cui alimentazione è equilibrata.
La testa è, nel complesso, grande, rotonda e massiccia mentre il muso è corto, rugoso, rotondo e presenta un tartufo nero sporgente. Le orecchie, sempre nere, piccole e sottili, vellutate al tatto, possono essere "a bottone" o "a rosa". Gli occhi sono sporgenti, espressivi, rotondi, grossi e di colore scuro lucente. Il naso è corto e molto schiacciato, mentre la coda è arricciata e arrotolata sul dorso.
Gli arti sono di media lunghezza, diritti e forti. L'altezza al garrese, ridotta nel tempo tramite accurate selezioni, è compresa tra i 25 e i 30 centimetri e non supera i 32. Il suo peso ideale oscilla tra i 6,3 e gli 8,1 kg.

### Sesso
Tra un carlino maschio e uno femmina non vi sono grandi differenze, oltre alla presenza del rispettivo apparato genitale. I carlini maschi di solito sono leggermente più grandi e possenti rispetto alle femmine. La maturità sessuale viene raggiunta dopo il primo anno di età. Il parto può risultare difficoltoso a causa dell'impossibilità al passaggio dei cuccioli nell'apposito canale, ed è spesso necessario il taglio cesareo.
La speranza di vita è di tredici anni e due mesi negli esemplari di sesso femminile, di dodici anni e otto mesi in quelli maschili.

### Colorazione del pelo

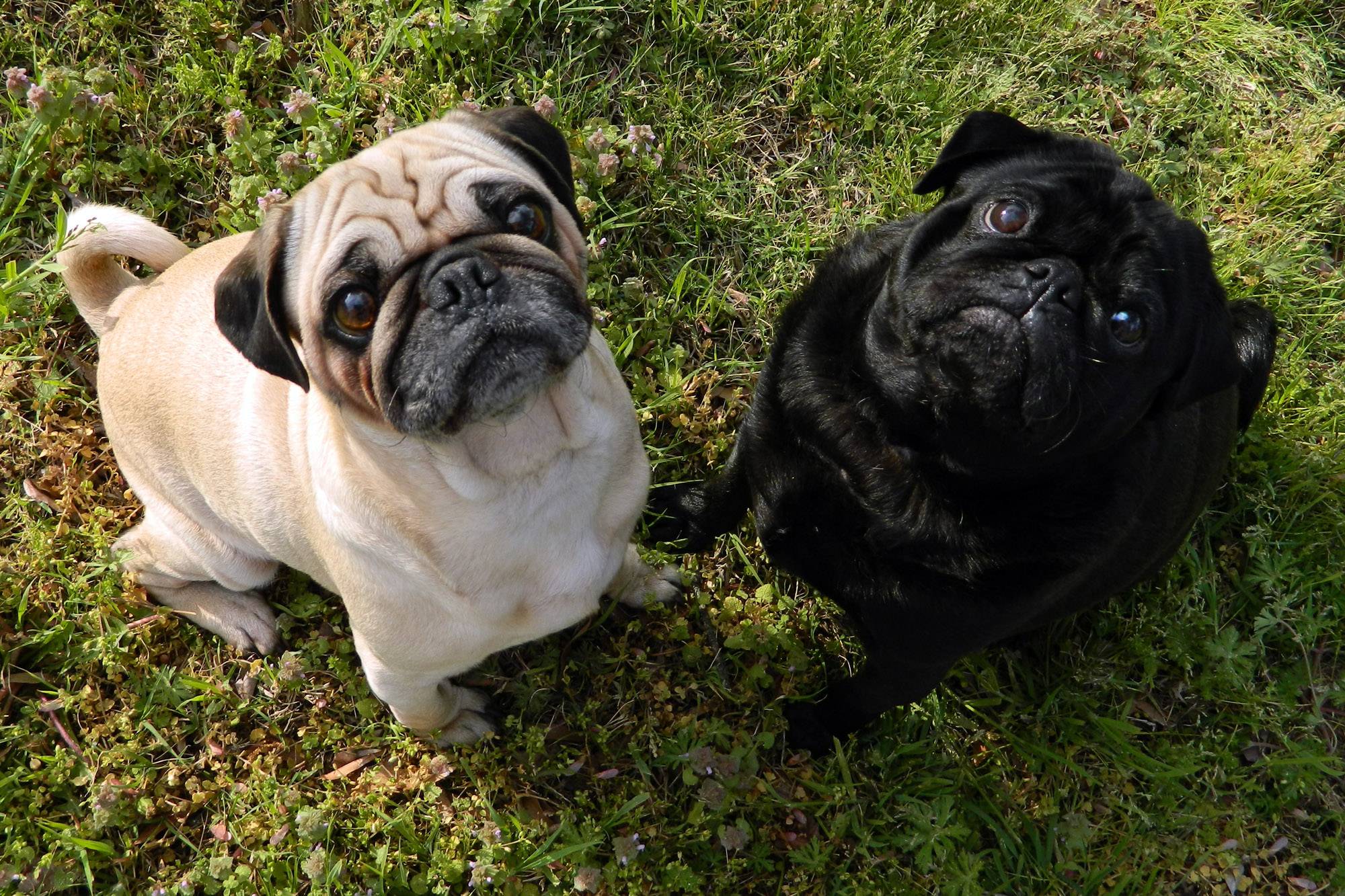
Due delle quattro colorazioni riconosciute dalla FCI, fulva e nera.

I primi esemplari di carlino giunti in Europa presentano il manto color argenteo con strisce nere sul dorso: da essi derivano i soggetti fulvi. Il termine fulvo copre una vasta gamma di sfumature di colore, che varia da crema ad un'albicocca molto chiaro. Il colore nero è, invece, più recente e la sua origine è incerta: l'ipotesi più probabile è che una viaggiatrice, Anna Brassey, dopo un viaggio in Cina nel 1877, abbia portato con sé una coppia di carlini neri, contribuendo quindi a diffondere questa variante.
La Federazione Cinofila Internazionale riconosce quattro differenti colori: fulvo, nero, albicocca e argento. I carlini color argento sono estremamente rari e non presentano peli neri sul corpo ad eccezione della maschera e delle orecchie. Quelli fulvi e albicocca presentano peli neri anche nella linea mediana del dorso che si spinge dal garrese alla radice della coda.

## Temperamento
Il carlino è un cane molto attivo, esuberante, vivace e per nulla aggressivo. Questa razza canina ama far parte del nucleo familiare in quanto necessita di affetto e calore e, per questo motivo, odia essere esclusa. Si stanca facilmente (specie nel periodo estivo) e propende ad ingrassare. È, inoltre, un esempio molto raro di «cane da grembo» e possiede un codice comunicativo comprendente una serie di sbuffi, grugniti e versi nasali (per via della canna nasale molto corta).
È noto per la fedeltà che dimostra, giorno per giorno, al proprio padrone tanto da diventarne quasi l'«ombra»: ciò rende il carlino particolarmente indicato per persone anziane, che possono trovare vantaggio terapeutico nella sua compagnia. Può essere estremamente geloso, se non irascibile, quando il proprietario coccola altri cani in sua presenza. Malgrado questo aspetto, il carlino non è, tuttavia, di indole nervosa ma anzi è decisamente allegro e costante.

## Problemi di salute
Il carlino è un cane molto delicato e necessita di numerose accortezze, specie nel periodo più caldo. Il problema più diffuso tra questi esemplari è l'obesità: per contrastarla occorre badare costantemente al moto e all'alimentazione.
Essendo una razza brachicefala, il carlino può soffrire di problemi respiratori, specie nelle estati molto calde e umide. Il carlino ha una capacità respiratoria sotto la media, che lo rende meno resistente agli sforzi: occorre limitare l'attività fisica nelle ore più calde per evitare un colpo di calore, che porterebbe la temperatura interna del cane tra i 41 e i 42 °C.
Altri problemi di salute diffusi tra i carlini sono infezioni cutanee e congiuntiviti: è necessario pulire cute e pelo, al livello delle pieghe cutanee. Possono presentarsi problemi ortopedici (come la lussazione della rotula) disordini cardio-respiratori, quali respirazione rumorosa (soprattutto nella fase di inspirazione), russare rumorosamente durante il sonno e la scarsa resistenza all'esercizio fisico e agli sbalzi di temperatura improvvisa.
Quando è eccitato, o come risposta ad un qualcosa di irritante, il carlino è incline a "invertire lo starnuto" e inizia ad ansimare e sbuffare a intermittenza. Gli episodi di "starnuto inverso", malgrado l'accumulo di saliva sotto il palato molle che irrita la gola e ne limita la normale respirazione, non sono dannosi per il carlino e possono essere ridotti nella durata attraverso un massaggio alla gola o permettendogli di respirare tramite la bocca.
L'albinismo nel carlino è estremamente raro. Questi esemplari hanno la pelle molto sensibile: non hanno maschera né orecchie di colore scuro e sono spesso afflitti da problemi di salute a causa della loro mancanza di pigmentazione.
La malattia più seria che affligge questa razza è la meningoencefalite, scoperta in California negli anni sessanta del secolo scorso e riconosciuta anche nel Maltese, che porta alla morte del cane più o meno rapidamente dopo frequenti attacchi convulsivi.